# Rabia Sultan
Rabia Sultan, död 1712, var en gemål (slavkonkubin) till den osmanska sultanen Ahmed II . 
Hon var från Cirkassien. Hon föll offer för slavhandeln och hamnade i det kejserliga osmanska haremet, där hon blev konkubin till sultanen 1692. Hon blev mor till tre barn med sultanen. 
Hon uppges ha varit hans favorit, och fick därför titeln Haseki Sultan 1692. Hon var den sista person som bar denna titel. Hon var en av endast två gemåler till sultanen. Eftersom sultanens mor var död, var hon inte bara monarkens favorit utan dessutom först i rang i haremet.Hon uppges ha skott sig på den förmögenhet som konfiskerades från Kara Mustafa efter hans fall. 